# Zacharie (roi d'Israël)
Pour les articles homonymes, voir Zacharie.
Zacharie (hébreu : זכריה) est un roi d'Israël au milieu du VIIIe siècle av. J.-C.

## Présentation
Son règne est présenté en 2 Rois 15:8-12. Fils de Jéroboam II, la majorité des historiens pensent qu'il devient roi durant la 38e année d'Ozias. Il ne règne que six mois, puis est assassiné par l'usurpateur Shallum. Selon la Bible, sa mort est la conséquence de son impiété.

## Règne
William Foxwell Albright date son règne de 746 à 745 av. J.-C., tandis que Edwin R. Thiele propose 753-752 av. J.-C..
Floyd N. Jones suggère que Zacharie pourrait avoir régné pendant 12 ans. Il suggère que 2 Rois 15:8 n'indique pas que ce roi a commencé son règne durant la 38e année d'Ozias, mais qu'en fait dans sa dernière année de règne, Zacharie a été roi pendant 6 mois durant la 38e année d'Ozias. Jones suggère que Zacharie aurait donc régné de 784 à 772 av. J.-C..

### Source
- Marie-Nicolas Bouillet  et Alexis Chassang (dir.), « Zacharie » dans Dictionnaire universel d’histoire et de géographie, 1878 (lire sur Wikisource)